# Гюльцов
Гюльцов (нім. Gülzow) — громада в Німеччині, розташована в землі Шлезвіг-Гольштейн. Входить до складу району Герцогство Лауенбург. Складова частина об'єднання громад Шварценбек-Ланд.
Площа — 17,07 км2. Населення становить 1315 ос. (станом на 31 грудня 2020).

## Галерея

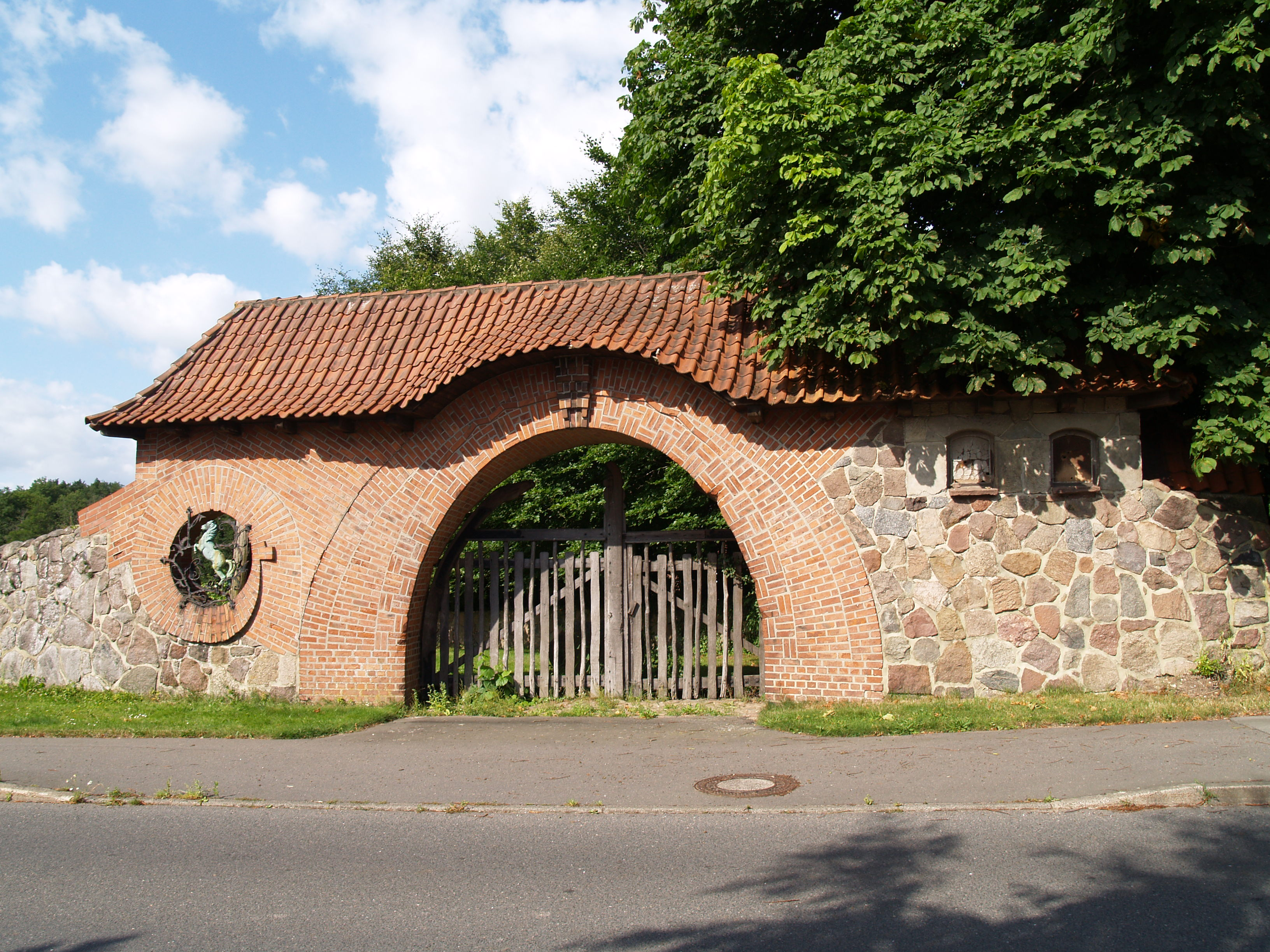